# Verordnung (EU, Euratom) 2020/2092 (Konditionalitätsverordnung)
Die Verordnung (EU, Euratom) 2020/2092 des Europäischen Parlaments und des Rates vom 16. Dezember 2020 über eine allgemeine Konditionalitätsregelung zum Schutz des Haushalts der Union (kurz: Konditionalitätsverordnung) ist eine EU-Verordnung, welche die Regeln festlegt, die zum Schutz des Haushalts der Union im Falle von Verstößen gegen die Grundsätze der Rechtsstaatlichkeit in den Mitgliedstaaten erforderlich sind.
Wenn in einem EU-Mitgliedstaat der in Art. 2 EUV verankerte Wert der Union verletzt wird und die wirtschaftliche Führung des Haushalts der Union oder den Schutz ihrer finanziellen Interessen hinreichend unmittelbar beeinträchtigen, kann der Rat der Europäischen Union auf Vorschlag der Kommission finanzielle Sanktionen gegen den Mitgliedstaat beschließen.

## Entstehung der Verordnung
Im Mai 2018 initiierte die Europäische Kommission ein Gesetzgebungsverfahren über den Schutz des Haushalts der Union im Falle von generellen Mängeln in Bezug auf das Rechtsstaatsprinzip in den Mitgliedstaaten.
Der Vorschlag definierte allgemeine Mängel in Bezug auf die Rechtsstaatlichkeit und eröffnete der Kommission bei Verstößen gegen diese die Möglichkeit, Mittelkürzungen gegen einzelne Staaten aus den Europäischen Fonds zu veranlassen, wenn dadurch Gefahren für die ordentliche Umsetzung des EU-Haushalts entstehen. Im Europäischen Parlament wurde der Vorschlag vom Haushaltsausschuss (BUDG) und Ausschuss für Haushaltskontrolle (CONT) verhandelt.
Am 13. November 2019 eröffnete das Europäische Parlament interinstitutionelle Verhandlungen mit dem Europäischen Rat und der Kommission. Im darauffolgenden Jahr gelang es den Abgeordneten des Europäischen Parlaments, mit dem Rat eine Einigung über die Rechtsstaatlichkeits-Konditionalität zu erzielen. Sie sollte nicht nur für Fälle von Korruption oder Betrug gelten, sondern auch für grundlegende EU-Werte wie Freiheit, Demokratie und Gleichheit. Gemäß diesem neuen Vorschlag würde der Rat die Maßnahmen mit qualifizierter Mehrheit annehmen.
Am 19. November 2020 lehnten die Länder Ungarn, Polen und Slowenien im Rat den Rechtsstaatlichkeitsmechanismus ab und drohten damit, ein Veto gegen das gesamte Haushaltspaket einzulegen. Slowenien lenkte später ein.
Am 10. Dezember 2020 erzielten die Institutionen hinter verschlossenen Türen eine Einigung: Damit Ungarn und Polen der Schaffung des Mechanismus zustimmen, erklärte die Kommission, den Mechanismus nicht auslösen zu wollen, solange eine Klage gegen dessen Rechtmäßigkeit vor dem EuGH anhängig sei. Dies würde die Anwendung des Mechanismus wahrscheinlich um bis zu zwei Jahre hinauszögern.
Das Parlament nahm die endgültige Fassung des Textes während der Dezember-Plenarsitzung am 16. Dezember 2020 an.
Die Verordnung trat am 1. Januar 2021 in Kraft.

## Verzögerungen bei der Anwendung
Bislang hat die Kommission den Mechanismus auf Grund der getroffenen Einigung mit Polen und Ungarn nicht angewandt, obwohl genügend Gründe für eine Anwendung mittlerweile auf der Hand liegen.
Schon bei der Annahme des Gesetzestextes im Dezember 2020 betonten die Abgeordneten des Europäischen Parlaments, dass die Vereinbarung zwischen der Kommission und dem Europäischen Rat, die besagen, dass der Mechanismus nicht vor einer Gerichtsentscheidung angewandt werden dürfe, nicht rechtskräftig sei. In einer Pressemitteilung des Europäischen Parlaments heißt es:

„Nach den EU-Verträgen darf der Europäische Rat ‚nicht gesetzgeberisch tätig‘ werden. Die Abgeordneten sind daher der Ansicht, ‚dass eine politische Erklärung des Europäischen Rates nicht als Auslegung von Rechtsvorschriften angesehen werden kann‘. Die Kommission sei völlig unabhängig und die Schlussfolgerungen des Rates haben ‚keine verbindliche Wirkung im Hinblick auf die Rechtsanwendung durch die Kommission‘, fügen die Abgeordneten hinzu.“

Am 25. März 2021 wurde das Thema erneut im Europäischen Parlament debattiert und eine Resolution mit großer Mehrheit verabschiedet, in der die Abgeordneten die Kommission darauf hinweisen, „dass die Kommission ‚ihre Tätigkeit in voller Unabhängigkeit‘ ausübt und ihre Mitglieder gemäß Artikel 17 Absatz 3 EUV und Artikel 245 AEUV ‚Weisungen von einer Regierung […] weder einholen noch entgegennehmen‘ dürfen; [das Parlament] erinnert ferner daran, dass die Kommission gemäß Artikel 17 Absatz 8 EUV ‚dem Europäischen Parlament verantwortlich‘ ist.“
Außerdem ist das Parlament „der Auffassung, dass die Situation in Bezug auf die Achtung des Rechtsstaatsprinzips in einigen Mitgliedstaaten eine sofortige Prüfung rechtfertigt; fordert die Kommission nachdrücklich auf, ihre Untersuchungsbefugnisse in jedem Fall eines möglichen Verstoßes gegen das Rechtsstaatsprinzip durch einen Mitgliedstaat, der die wirtschaftliche Führung des Haushalts der Union hinreichend unmittelbar beeinträchtigen könnte oder ernsthaft beeinträchtigen drohen könnte, in vollem Umfang zu nutzen.“
Ferner erklären die Abgeordneten, „dass für den Fall, dass die Kommission ihren Verpflichtungen aus dieser Verordnung nicht nachkommt und dem Parlament die oben genannten Informationen nicht bis zum 1. Juni 2021 vorlegt, das Parlament dies als Untätigkeit betrachten und in der Folge gemäß Artikel 265 AEUV gegen die Kommission vorgehen wird.“

### Untätigkeitsklage gegen die Kommission (Artikel 265 AEUV)
Da die Kommission der vom Parlament gesetzten Frist am 1. Juni 2021 nicht nachgekommen ist, hat das Parlament am 10. Juni 2021 einen weiteren Beschluss mit 506 Ja- zu 150 Nein-Stimmen bei 28 Enthaltungen angenommen. In diesem Beschluss stellen die Abgeordneten wiederholt fest,

„dass der neue Konditionalitätsmechanismus zum Schutz des EU-Haushalts seit dem 1. Januar 2021 in Kraft ist und auch für den Corona-Wiederaufbaufonds gilt. Trotzdem hat die Kommission keine Maßnahmen im Rahmen der neuen Regeln vorgeschlagen und die vom Parlament in seiner Entschließung vom 25. März gesetzte Frist vom 1. Juni zur Fertigstellung der Leitlinien für die Anwendung der Verordnung nicht eingehalten. Dies stellt eine ‚ausreichende Grundlage für rechtliche Schritte gegen die Kommission gemäß Artikel 265 AEUV‘ dar.“

Des Weiteren forderten sie den Präsidenten des Parlaments, David Sassoli, auf, innerhalb von zwei Wochen die Kommission nochmals offiziell, gemäß Artikel 265 AEUV, dazu aufzufordern ihrer Verpflichtung der Anwendung des Rechtsstaatsmechanismus nachzukommen. Am 23. Juni 2021 verschickte Sassoli den entsprechenden Brief an Kommissionspräsidentin Ursula von der Leyen. Die Kommission hatte zwei Monate (bis zum 24. August 2021) Zeit, den Forderungen des Parlaments nachzukommen. Tut sie dies nicht, kann das Parlament spätestens zwei Monate und zehn Tage nach Verstreichen der Frist (4. November 2021) eine Untätigkeitsklage gegen die Kommission beim Europäischen Gerichtshof einreichen. Ende Oktober 2021 wurde die Klage eingereicht.

### Der Fall Ungarn
Auch wenn in den Resolutionen nie von konkreten Fällen gesprochen wird, kommen einige Mitgliedstaaten in den Debatten häufiger vor. Darunter vor allem Polen und Ungarn. Gegen beide Mitgliedstaaten läuft bereits ein Artikel-7-Verfahren, beide haben sich gegen den Rechtsstaatsmechanimus gewehrt und eine entsprechende Nichtigkeitsklage beim Europäischen Gerichtshof eingereicht. Das Verhandlungsteam des Europäischen Parlaments zum Rechtsstaatsmechanimus mit Petri Sarvamaa (EVP), Eider Gardiazábal (S&D), Katalin Cseh (Renew) und Daniel Freund (Grüne/EFA) hat eigens dafür ein entsprechendes Rechtsgutachten am 7. Juli 2021 vorgestellt.
Dieses Gutachten, erstellt von Kim Scheppele (Universität Princeton), Daniel Kelemen (Universität Rutgers) und John Morijn (Universität Groningen), zeigt die eklatanten Defizite des Rechtsstaats in Ungarn auf und erläutert, wie diese eine Gefahr für den EU-Haushalt sind und somit die rechtlichen Voraussetzungen für die Anwendung des Rechtsstaatsmechanismus erfüllen. Die in dem Gutachten dargelegten Rechtsstaatsdefizite sind in den folgenden drei Hauptbereichen anzusiedeln:
- Intransparente Verteilung von EU-Geldern, insbesondere die Defizite im öffentlichen Vergaberecht,
- keine unabhängigen Ermittlungsbehörden,
- keine unabhängige Justiz.

Dazu sagte Daniel Freund, Verhandlungsführer des Rechtsstaatsmechanismus der Grünen:

„Das Rechtsgutachten beweist, dass die EU-Kommission offenbar mutwillig Sanktionen gegen Ungarn verschleppt. Die EU-Kommission weigert sich vehement, bestehendes Recht durchzusetzen und EU-Gelder für Ungarn zu kürzen. Dabei sind die Voraussetzungen dort übererfüllt. Diese Studie bildet die rechtliche Grundlage für das Sanktionsverfahren. Die EU-Kommission braucht sie nur in einen Umschlag zu stecken und an Viktor Orban zu schicken. Wir stehen kurz vor der größten Überweisung von EU-Geldern an Ungarn überhaupt. Wenn die EU-Kommissionspräsidentin von der Leyen sich jetzt noch weiter weigert, ihre Arbeit zu machen, macht sie sich mitschuldig an den eklatanten Rechtsstaatsverstößen in Ungarn und den Gefahren für das Geld europäischer Steuerzahler.“

Im Februar 2022 wies der als Plenum (alle 27 Richter) tagende EuGH beide Klagen in vollem Umfang ab. Der Mechanismus sei auf einer geeigneten Rechtsgrundlage erlassen worden, mit dem Verfahren nach Art. 7 EUV vereinbar und stehe insbesondere im Einklang mit den Grenzen der Zuständigkeiten der Union sowie mit dem Grundsatz der Rechtssicherheit.

## Weitere EU-Mechanismen zum Schutz der Rechtsstaatlichkeit und des EU-Haushalts

### Jährlicher Bericht der EU-Kommission über die Rechtsstaatlichkeit
Seit 2020 wird jährlich ein Bericht über die Lage der Rechtsstaatlichkeit in der EU und den einzelnen Mitgliedstaaten von der Kommission veröffentlicht. Dieser Bericht ist die Grundlage für den Rechtsstaatlichkeitsdialog, der die interinstitutionelle Zusammenarbeit zwischen EU-Institutionen und den Mitgliedstaaten in diesem Bereich stärken soll. Der Bericht deckt vier Themengebiete ab: das Justizsystem, den Rahmen für die Korruptionsbekämpfung, Medienpluralismus und andere institutionelle Fragen im Zusammenhang mit der Gewaltenteilung.

### Rechtsstaatlichkeitsdialog im Rat der Europäischen Union
Der Rechtsstaatlichkeitsbericht der Kommission wird einmal im Jahr im Rat der Europäischen Union mit den zuständigen Ministern diskutiert. Zusätzlich wurde
während der deutschen Ratspräsidentschaft 2020 eingeführt, dass alle sechs Monate länderspezifische Gespräche geführt werden. Den Anfang machten Belgien, Bulgarien, Tschechien, Dänemark und Estland am 10. November 2020. Am 23. November 2021 wurden Kroatien, Zypern, Italien, Lettland und Litauen genauer unter die Lupe genommen.

### Suspendierung der EU-Mitgliedschaft
Verletzt ein Mitgliedstaat die Grundwerte der EU nach Art. 2 EU-Vertrag, kann gem. Art. 7 EUV ein Verfahren eingeleitet werden, um die EU-Mitgliedschaft dieses Staates zu suspendieren. Die Feststellung der Verletzung muss im Rat einstimmig beschlossen werden, nur dann können Sanktionen verhängt werden. Hier ist die Hürde beim Rechtsstaatsmechanismus niedriger, bei dem schon eine qualifizierte Mehrheit im Rat ausreicht, um finanzielle Sanktionen und/oder Kürzungen von Fördermitteln zu beschließen.

### Vertragsverletzungsverfahren
Wenn Mitgliedstaaten ihre Pflichten nach geltenden EU-Verträgen oder EU-Gesetzen verletzen, kann die Kommission ein Vertragsverletzungsverfahren einleiten und den Mitgliedstaat vor dem Europäischen Gerichtshof verklagen. Wenn das EU-Gericht einen Mitgliedstaat wegen Rechtsverletzung verurteilt, dieser sein Handeln aber nicht korrigiert, kann die EU-Kommission beim Gericht Strafzahlungen beantragen. Dieses Verfahren ist in Art. 258–260 AEUV geregelt.

### Dachverordnung für Fonds mit geteilter Mittelverwaltung
Die Dachverordnung für Fonds mit geteilter Mittelverwaltung setzt für die Auszahlung von EU-Fonds an Mitgliedstaaten die Bedingung, dass nationale Kontrollsysteme die ordnungsgemäße Mittelverwendung sicherstellen. Sie gilt unter anderem für den Europäischen Fonds für regionale Entwicklung, den Kohäsionsfonds und den Europäischen Sozialfonds Plus. Wenn Gerichte nicht mehr unabhängig sind, die Staatsanwaltschaft systematisch ihre Arbeit nicht macht, ist dies aber nicht mehr der Fall. Die Verordnung erlaubt der EU-Kommission, bei systematischen Problemen die Auszahlung von Mitteln aus den Fonds einzufrieren.